# Kościół Wniebowzięcia Najświętszej Maryi Panny w Somiance
Kościół Wniebowzięcia Najświętszej Maryi Panny w Somiance – rzymskokatolicki kościół parafialny zlokalizowany w miejscowości Somianka (powiat wyszkowski w województwie mazowieckim). Funkcjonuje przy nim parafia św. Stanisława Biskupa i Męczennika w Barcicach z siedzibą w Somiance.

## Historia

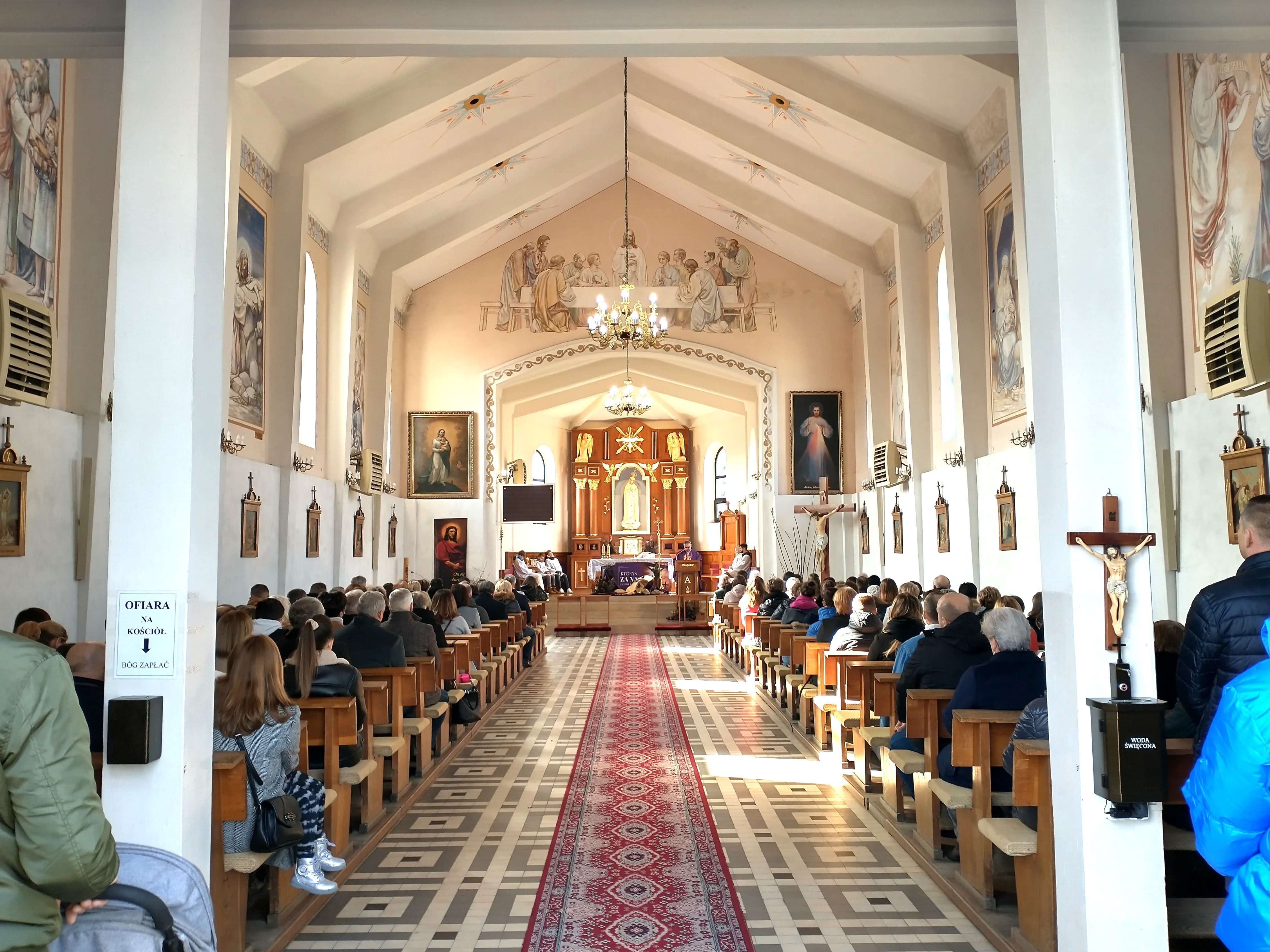
Wnętrze i ołtarz

Parafia w Barcicach była erygowana w 1380, a w 1948 została przeniesiona do Somianki. W Somiance wzniesiono pierwszą kaplicę z drewna w 1688. W latach 1740-1758 pełniła ona funkcję kościoła parafialnego, a w początkach XIX wieku była już zniszczona, co przyczyniło się do jej rozbiórki. 
Nowy kościół chciano zbudować we wsi w okresie międzywojennym. Decyzję w tym zakresie podjęto w 1933, ale ostatecznie do tego nie doszło (zamiary te pokrzyżowała napaść Niemiec na Polskę). W 1945, z inicjatywy proboszcza Stanisława Zająca, parafii nadano grunt wraz z dawnym spichlerzem dworskim, który adaptowano na świątynię, rozbudowaną około 1960 dzięki staraniom proboszcza Zbigniewa Patejki. Z tego czasu pochodzi obecne wyposażenie wnętrza. Obiekt konsekrował biskup płocki Bogdan Marian Sikorski 8 marca 1981. W 2008 odświeżono elewację zewnętrzną.
Wewnątrz świątyni zgromadzono zabytki ruchome, m.in. rzeźbiony uchwyt na paschał (pierwsza połowa XVIII wieku), a także malowany z dwóch stron feretron o formach barokowych (pierwsza połowa XIX wieku). 